# Finailhof

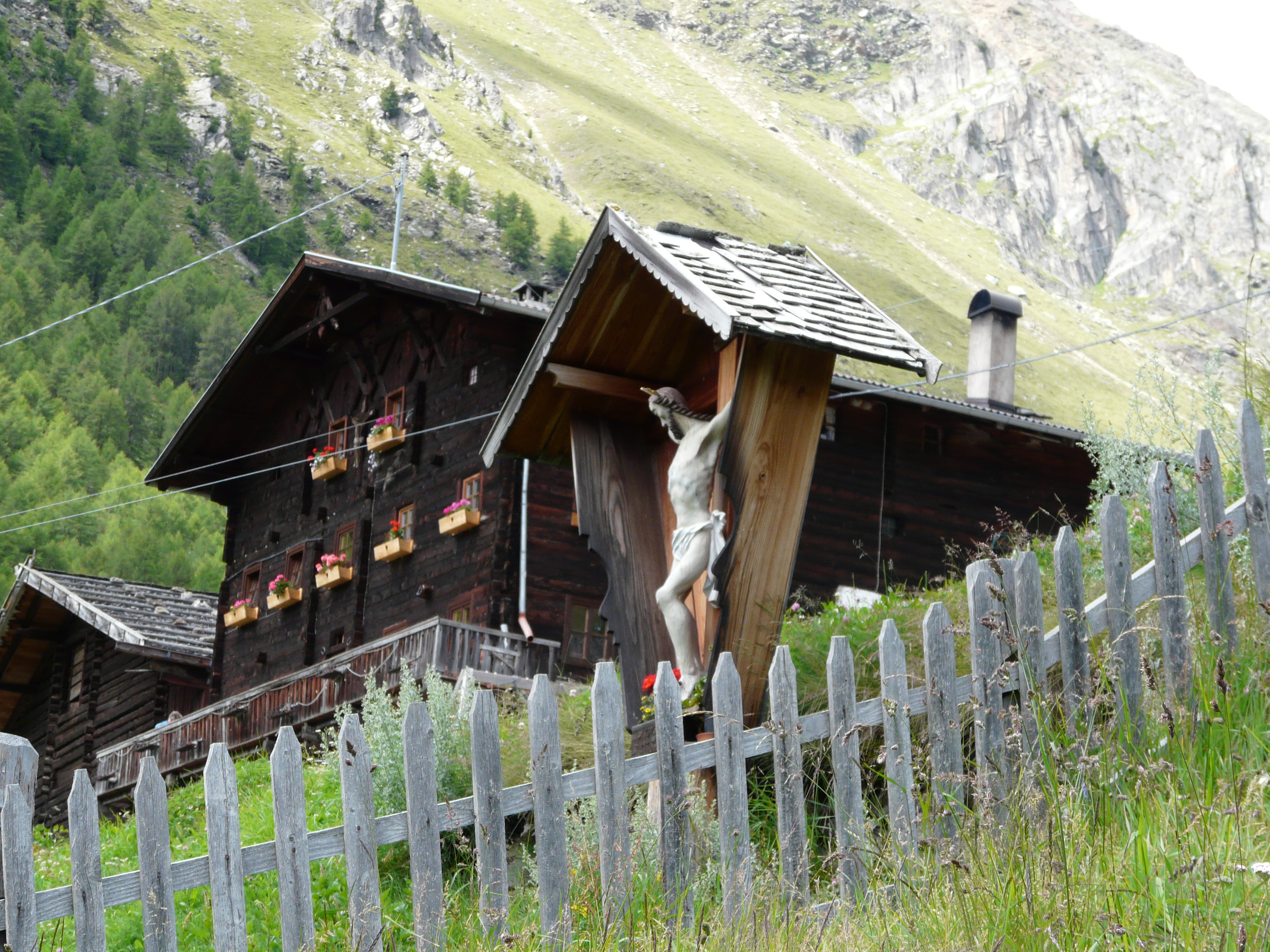
Der Finailhof

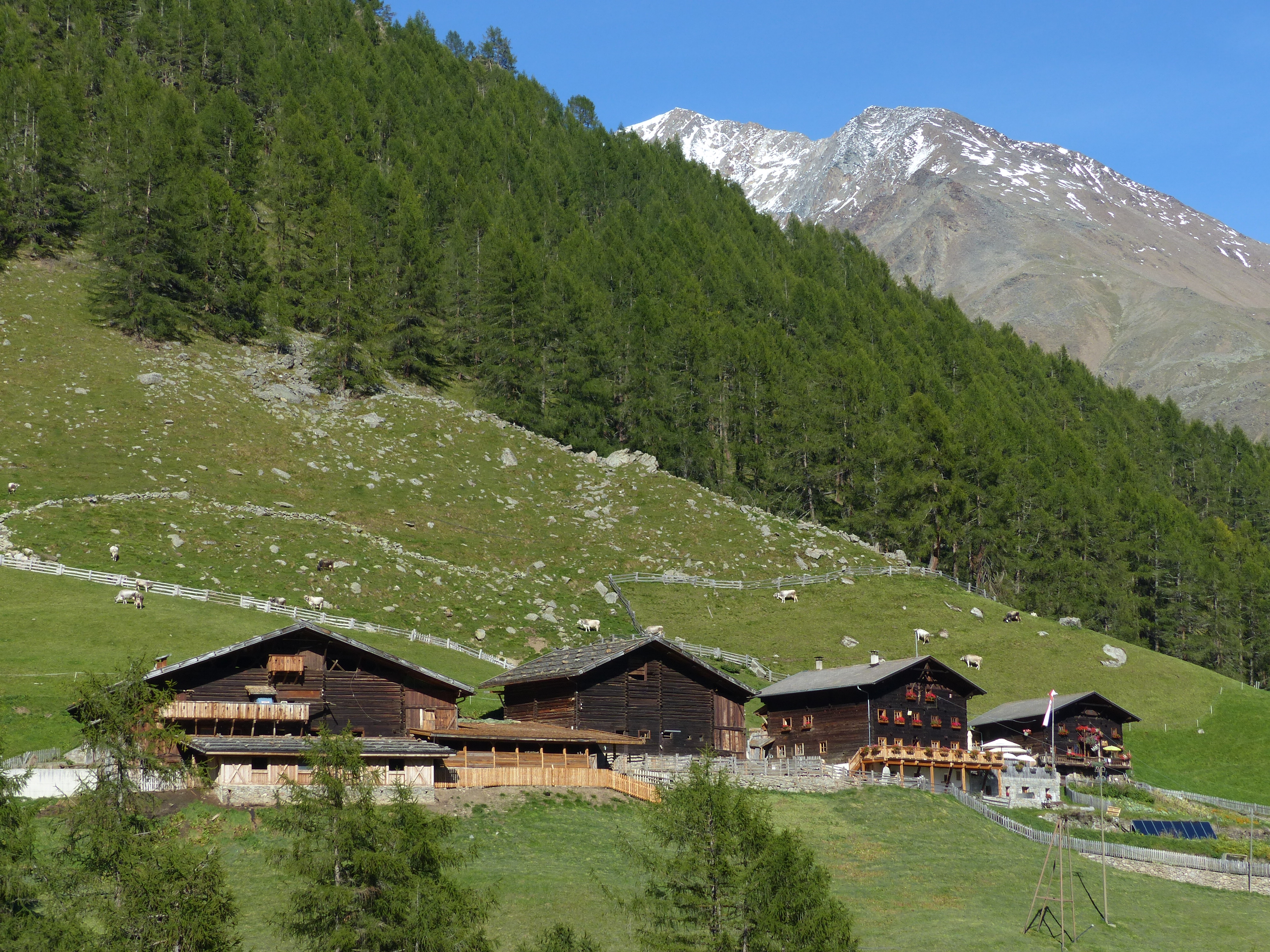
Die vier Gebäude des Hofes mit dem Similaun links im Hintergrund

Der Finailhof ist ein Bergbauernhof in der Gemeinde Schnals im Vinschgau in Südtirol (Italien). Das Wohngebäude steht unter Denkmalschutz.

## Lage
Der Hof liegt auf 1973 m s.l.m. Höhe im Schnalstal und gehört zur Fraktion Unser Frau der Gemeinde Schnals. Er war bis 1967 der höchstgelegene bewirtschaftete Kornhof Europas. Der Wanderweg 7 führt von Vernagt über den Tisenhof und Raffeinhof zum Finailhof. Hinter dem Hof zieht sich das Finailtal nordwärts hinauf zu den Hochgipfeln des Schnalskamms.

## Geschichte
Um 1290 gehörte der Hof Hiltpolt von Montalban, der ihn dem Landesfürsten verkaufte.
1416 sollen die Bauern des Hofs Herzog Friedrich IV. mit der leeren Tasche  auf der Flucht Schutz gewährt haben. Der Bauer soll ihn zu seinem Schutz als Knecht mit dem Hüten der Schafe beschäftigt haben. Auf dem Hof wird ein Becher verwahrt, der angeblich ein Geschenk des Herzogs war, jedoch ist der in den Boden eingelassene Zürcher Taler jünger und in den Becher ist die Jahreszahl 1567 eingraviert.

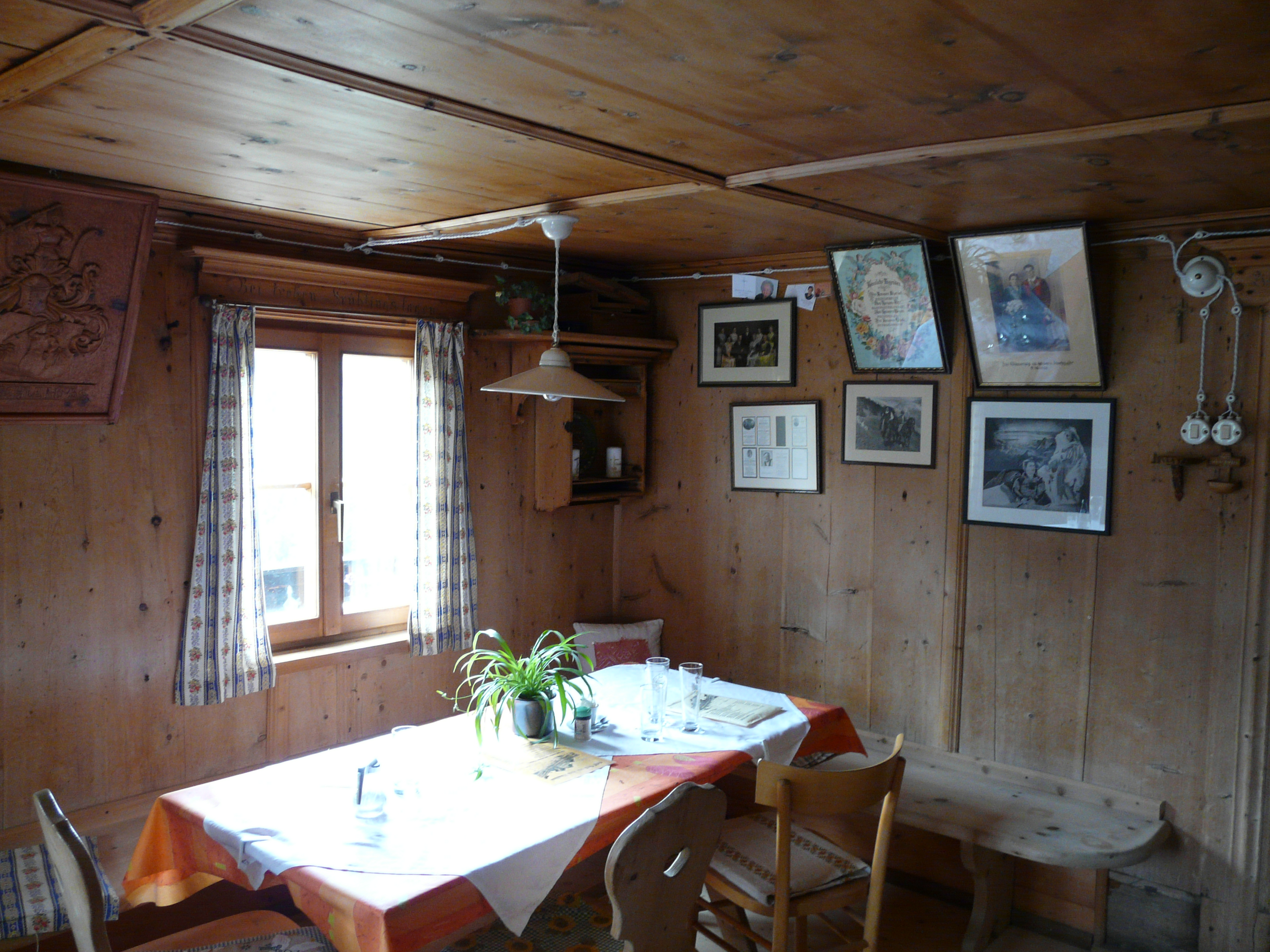
Gaststube des Finailhofs

Der Hof besteht aus vier Holzbauten. Der Holzblockbau des Wohnhauses stammt aus dem 15. und 16. Jahrhundert. Es hat eine gewölbte Küche. Die Stube ist bemalt und mit Feldergetäfel ausgestattet. Hier findet sich die Jahreszahl 1854. Die Pfettenköpfe sind mit Schnitzwerk verziert.
Er wird von der Familie Gurschler bewirtschaftet und dient auch als Hofschank.
1981 wurde das Wohngebäude des Hofs unter Denkmalschutz gestellt.

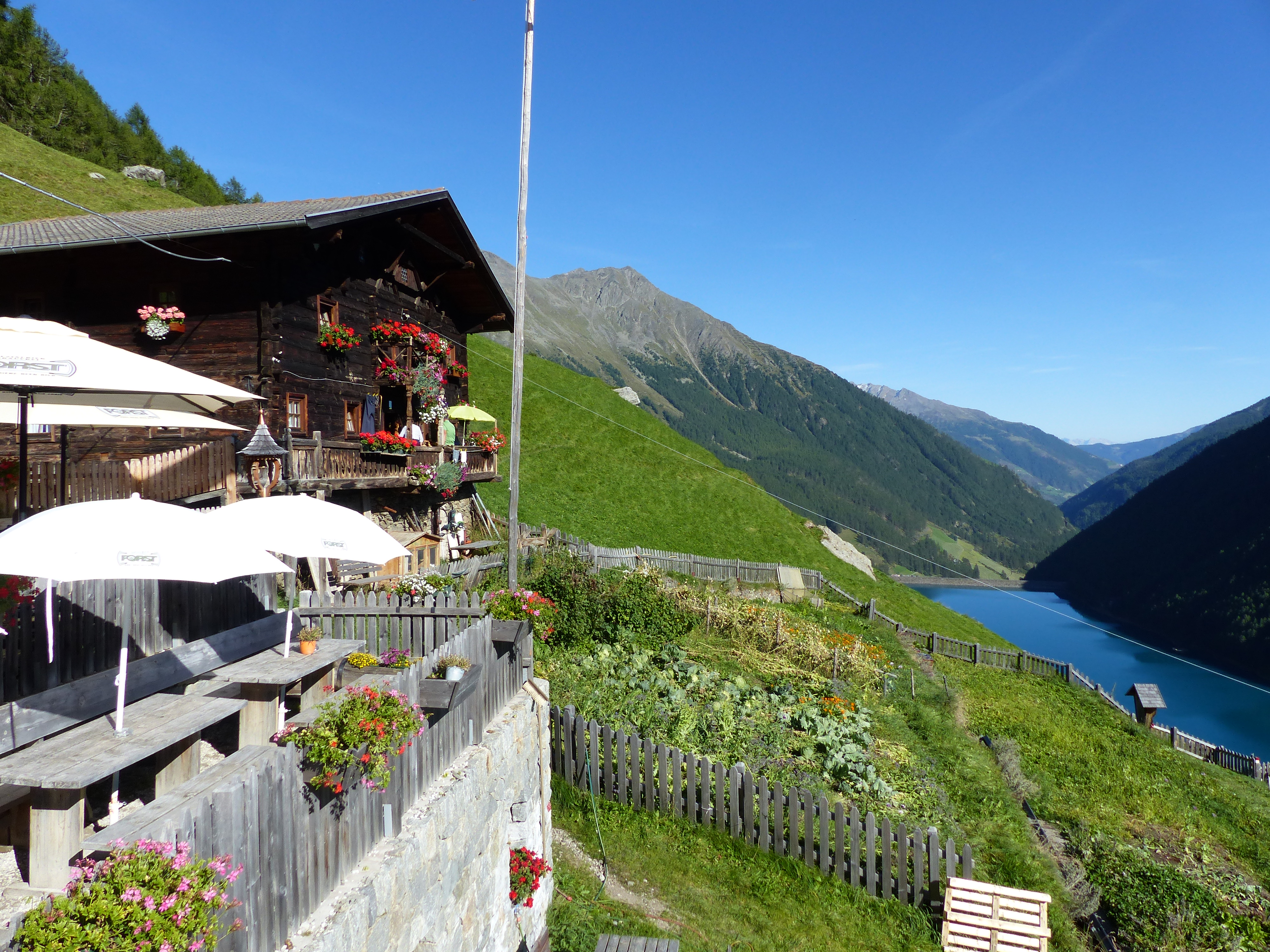
Finailhof mit Garten und Blick auf den Vernagt-Stausee

Bis in die Mitte des 20. Jahrhunderts wurde auf dem Hof Getreide angebaut. Der Bau des Vernagt-Stausees veränderte möglicherweise die mikroklimatischen Bedingungen, der Acker wurde zur Wiese. 2010 wurde von Schülern der  Grundschulen aus Karthaus und Katharinaberg mit Unterstützung des Teams vom Projekt „Apfelliebe“ erstmals wieder Winterroggen gesät.

## Der Hof in Literatur und Medien
Herman Schmid verarbeitete in seinem Roman aus der Tiroler Geschichte  Friedel und Oswald (Berlin 1866) das Geschehen um  Friedrich mit der leeren Tasche  literarisch. Darin weist ihm Moidele auf seiner Flucht den Weg vom Niederjochferner zum Finailhof: „‚Hier ist das End‘, sagte sie, ‚dort unten liegt der Finailhof, Du kannst nicht mehr fehlen, Herr: Dort wartet der Knecht auf Dich, der Dich [...] hinausführt in’s Vinschgau und sicher nach Landeck bringt. [...]‘“
Der deutsche Eugeniker und Anthropologe Walter Scheidt, der unter dem Pseudonym Berchtold Gierer auch Belletristik schrieb, ging in seinem 1938 erschienenen Roman Die Geige mehrfach auf den Hof ein: „Das war schon ein Hof, der Finailhof, für Leute, die gern so weit von den Menschen ab gingen wie der Sepp Spechtenhauser.“  Der Finailhof hatte „seine vier schweren, klotzigen Holzhäuser unter der Grawand fast wie am Ende dieser Welt in den Ausgang des Hochtales gebaut [...].“  Er beschrieb, wie der Hütebub des Hofs „einmal in der Woche über das Kitzköpfl zum kleinen Ferner“ ging. […]
Der deutsche Schriftsteller Hellmut von Cube veröffentlichte 1961 die Südtirol-Satire Mein Leben bei den Trollen, die auf seinen Erlebnissen während eines Urlaubs auf dem Finailhof basiert. Die Schnalstaler nahmen ihm die Überzeichnung des Lebens auf dem Hof, auf dem es damals noch keine Toilette mit Wasserspülung gab, und der beschriebenen Personen, wie der ledigen Schwester des Bauern, übel. Das Werk erschien erneut 1981 und 2008.
2009 war der Hof einer der Drehorte für die Sendung „Mein Advent in Südtirol“ des deutschen Fernsehsenders ZDF.